# 184620 Pippobattaglia
184620 Pippobattaglia este un asteroid din centura principală de asteroizi.

## Descriere
184620 Pippobattaglia este un asteroid din centura principală de asteroizi. A fost descoperit pe 10 septembrie 2005 la Vallemare Borbona de Vincenzo Silvano Casulli. Asteroidul prezintă o orbită caracterizată de o semiaxă mare de 2,96 ua, o excentricitate de 0,07 și o înclinație de 11,3° în raport cu ecliptica.